# Xia Chang
Xia Chang, nome di cortesia Zhongzhao (仲昭) (caratteri cinesi: 夏昶; pinyin: Xià Chàng; Wade-Giles: Hsia Ch'ang; settembre 1388 – 1470) è stato un pittore e politico cinese, attivo durante l'epoca della dinastia Ming.
Nato Zhu Chang, Xia era specializzato nella pittura a inchiostro di bambù seguendo lo stile dell'artista Wang Fu. Era conosciuto anche con i nomi d'arte 'Yufeng' (玉峰) e 'Zizai jushi' (自在居士).

## Biografia
Nato nel settembre del 1388 a Kunshan, Xia Chang passò gli esami imperiali nel 1415, entrando a far parte dell'Accademia Hanlin. L'imperatore Yongle gli ordinò di comporre le iscrizioni per alcuni edifici a Pechino.
Nel 1422 fu trasferito a Pechino, che aveva da poco sostituito Nanchino come capitale imperiale, per iniziare il mandato di Segretario all'Ufficio delle Valutazioni del Ministero del personale.
Nel 1448 divenne prefetto della provincia del Jiangxi, prima di essere richiamato a Pechino con la promozione di Vice Ministro della Corte dei Sacrifici Imperiali. Nel 1457 si ritirò a vita privata fino all'anno della sua morte, nel 1470.